# Divizia de Statistică a Organizației Națiunilor Unite
Divizia de Statistică a Organizației Națiunilor Unite (în engleză United Nations Statistics Division – UNSD) activează în cadrul Departamentului Națiunilor Unite pentru Afaceri Economice și Sociale⁠(d) (UN DESA) ca mecanism central în cadrul Secretariatului Națiunilor Unite pentru a satisface nevoile statistice și activitățile de coordonare ale sistemului statistic global. Direcția este supravegheată de Comisia de Statistică a Organizației Națiunilor Unite⁠(d), înființată în 1947, ca entitate de vârf a sistemului statistic global și cel mai înalt organism de decizie pentru coordonarea activităților statistice internaționale. Acesta reunește statisticienii șefi din statele membre din întreaga lume.
Divizia compilează și diseminează informații statistice globale, elaborează standarde și norme pentru activitățile statistice și sprijină eforturile țărilor de a-și consolida sistemele statistice naționale.
Divizia publică în mod regulat actualizări ale datelor, inclusiv Statistical Yearbook (în română Anuarul Statistic) și World Statistics Pocketbook cu statisticile mondiale, precum și cărți și rapoarte despre statistici și metode statistice. Multe dintre bazele de date ale diviziei sunt, de asemenea, disponibile pe site-ul său, ca publicații electronice și fișiere de date sub formă de CD-ROM-uri, dischete și benzi magnetice, sau ca publicații tipărite. UNdata, un nou serviciu de date bazat pe internet pentru comunitatea globală de utilizatori pune bazele de date statistice ale ONU la îndemâna utilizatorilor printr-un singur punct de acces. Utilizatorii pot căuta și descărca o diversitate de resurse statistice din sistemul ONU.

## Directori
Inclusiv directorii interimari:
| Nume                           | Naționalitate | Termen                       |
| ------------------------------ | ------------- | ---------------------------- |
| Stefan Schweinfest             | Germania      | 1 iulie 2014 – prezent       |
| Stefan Schweinfest (interimar) | Germania      | aprilie 2013 – 30 iunie 2014 |
| Paul Cheung                    | Singapore     | 2004–2012                    |
| Willem de Vries (interimar)    | Țările de Jos | 2002–2004                    |
| Hermann Habermann              | SUA           | 1994–2002                    |
| William Seltzer                | SUA           | 1986–1994                    |
| Yoshimasa Kurabayashi          | Japonia       | 1982–1986                    |
| Svein Nordbotten               | Norvegia      | 1979–1982                    |
| Simon Goldberg                 | Canada        | 1972–1979                    |
| Patrick J. Loftus              | Regatul Unit  | 1962–1972                    |
| William R. Leonard             | SUA           | 1948–1962                    |
| Harry Campion                  | Regatul Unit  | 1947                         |

## Domenii de interes
- Economie

- Statistici industriale
- Statistici energetice
- Statistici comerciale

- Mediu

- Statistici de mediu

- Indicatori de dezvoltare

- Indicatori pentru Obiectivele de dezvoltare durabilă

### PET Lab
UNSD conduce Laboratorul de Tehnologii pentru Îmbunătățirea Confidențialității (PET Lab), care, la rândul său, conduce TrustworthyAI⁠(d) și UIT.